# Гіла (округ, Аризона)
Шаблон:StateAbbr_ 33°47′28″ пн. ш. 110°50′11″ зх. д. / 33.791111111111° пн. ш. 110.83638888889° зх. д.
Округ Гіла (англ. Gila County) — округ (графство) у штаті Аризона. Ідентифікатор округу 04007.

## Історія
Округ утворений 1881 року.

## Демографія
За даними перепису
2000 року
загальне населення округу становило 51335 осіб, зокрема міського населення було 28279, а сільського — 23056.
Серед мешканців округу чоловіків було 25249, а жінок — 26086. В окрузі було 20140 домогосподарств, 14090 родин, які мешкали в 28189 будинках.
Середній розмір родини становив 2,99.
Віковий розподіл населення поданий у таблиці:
| Стать    | До 15 років | 15-21 | 22-29 | 30-39 | 40-49 | 50-65 | 65-85 | Понад 85 |
| -------- | ----------- | ----- | ----- | ----- | ----- | ----- | ----- | -------- |
| Чоловіки | 5427        | 2239  | 1717  | 2854  | 3443  | 4892  | 4317  | 360      |
| Жінки    | 5213        | 2082  | 1657  | 2872  | 3559  | 5221  | 4857  | 625      |

## Суміжні округи
- Коконіно — північ
- Навахо — схід, північний схід
- Грем — південний схід
- Пінал — південь
- Марікопа — захід
- Явапай — північний захід

## Виноски
1. ↑  (unspecified title) — Москва: ВИНИТИ РАН, 1964. — С. 25. — 235 с.
2. ↑  U.S. Decennial Census. United States Census Bureau. Архів оригіналу за 26 квітня 2015. Процитовано 18 травня 2014.
3. ↑  Historical Census Browser. University of Virginia Library. Архів оригіналу за 11 серпня 2012. Процитовано 18 травня 2014.
4. ↑  Population of Counties by Decennial Census: 1900 to 1990. United States Census Bureau. Архів оригіналу за 22 лютого 2015. Процитовано 18 травня 2014.
5. ↑  Census 2000 PHC-T-4. Ranking Tables for Counties: 1990 and 2000 (PDF). United States Census Bureau. Архів оригіналу (PDF) за 18 грудня 2014. Процитовано 18 травня 2014.
6. ↑  State & County QuickFacts. United States Census Bureau. Архів оригіналу за 7 червня 2011. Процитовано 18 травня 2014.(англ.) Наведено за англійською вікіпедією.
7. ↑  American FactFinder. Бюро перепису населення США. Архів оригіналу за 21 травня 2008. Процитовано 31 січня 2008.

| США | Це незавершена стаття з географії США. Ви можете допомогти проєкту, виправивши або дописавши її. |